# USS LST-40
O USS LST-40 foi um navio de guerra norte-americano da classe LST que operou durante a Segunda Guerra Mundial.